# Municipio de Berreman
El municipio de Berreman (en inglés: Berreman Township) es un municipio ubicado en el condado de Jo Daviess en el estado estadounidense de Illinois. En el año 2010 tenía una población de 147 habitantes y una densidad poblacional de 3,16 personas por km².

## Geografía
El municipio de Berreman se encuentra ubicado en las coordenadas 42°14′24″N 89°56′57″O / 42.24000, -89.94917. Según la Oficina del Censo de los Estados Unidos, el municipio tiene una superficie total de 46.47 km², de la cual 46,47 km² corresponden a tierra firme y (0 %) 0 km² es agua.

## Demografía
Según el censo de 2010, había 147 personas residiendo en el municipio de Berreman. La densidad de población era de 3,16 hab./km². De los 147 habitantes, el municipio de Berreman estaba compuesto por el 98,64 % blancos y el 1,36 % eran de una mezcla de razas. Del total de la población el 0,68 % eran hispanos o latinos de cualquier raza.